# Mariya Nishiuchi
Mariya Nishiuchi (西内 まりや, Nishiuchi Mariya), née le 24 décembre 1993 à Fukuoka, est une actrice, mannequin et chanteuse japonaise. Elle fut affiliée à Rising Production. Elle est la sœur cadette de Hiromi Nishiuchi, membre de BeForU.

## Filmographie

### Séries télévisées
| Année   | Titre                                   | Rôle                | Chaîne  | Notes                       | Ref.   |
| ------- | --------------------------------------- | ------------------- | ------- | --------------------------- | ------ |
| 2008    | Seigi no Mikata                         | Tomoka Moriyama     | NTV     |                             | [ 4 ]  |
| 2008    | Scrap Teacher                           | Mariya Ueno         | NTV     |                             | [ 5 ]  |
| 2011-13 | Switch Girl!!                           | Nika Tamiya         | Fuji TV | rôle principal, 26 épisodes | [ 6 ]  |
| 2012    | Great Teacher Onizuka                   | Miki Katsuragi      | Kansai  |                             | [ 7 ]  |
| 2013    | Yamada-kun and the Seven Witches        | Urara Shiraishi     | Fuji TV | rôle principal, 8 épisodes  | [ 8 ]  |
| 2014    | Smoking Gun                             | Sakurako Ishinomaki | Fuji TV |                             | [ 9 ]  |
| 2015    | Hotel Concierge                         | Tōko Amano          | TBS     | rôle principal              | [ 10 ] |
| 2015    | Kabukimono Keiji                        | Sano Maeda          | NHK     |                             |        |
| 2017    | Totsuzen Desu ga, Ashita Kekkon Shimasu | Asuka Takanashi     | Fuji TV | rôle principal              |        |
| 2021    | The Naked Director                      | Sayaka              | Netflix | saison 2                    | [ 11 ] |

### Cinéma
| Année | Titre              | Rôle        | Notes                        | Ref.   |
| ----- | ------------------ | ----------- | ---------------------------- | ------ |
| 2012  | One Piece : Z      | Marin       | voix d'un rôle de figuration | [ 12 ] |
| 2015  | Reintsurī no Kuni  | Rika Hitomi | rôle principal               | [ 13 ] |
| 2016  | Cutie Honey: Tears | Cutie Honey | rôle principal               | [ 14 ] |

## Discography

### Singles
| Titre              | Date de sortie   | Meilleur classement |
| ------------------ | ---------------- | ------------------- |
| Love Evolution     | 20 août 2014     | 19                  |
| 7 Wonders          | 28 janvier 2015  | 13                  |
| Arigatō Forever... | 6 mai 2015       | 10                  |
| Save Me            | 28 octobre 2015  | 16                  |
| Chu Chu / Hello    | 25 mai 2016      | 18                  |
| Believe            | 8 septembre 2016 | 11                  |
| Motion             | 24 février 2017  | 18                  |

## Magazines
- Nicola, mannequin exclusif de 2007 à 2010[16]
- Seventeen, mannequin exclusif de 2010 à 2015[17]

## Source de la traduction
- (en) Cet article est partiellement ou en totalité issu de l’article de Wikipédia en anglais intitulé « Mariya Nishiuchi » (voir la liste des auteurs).